# Je hebt me gebruikt
Je hebt me gebruikt is een nummer van de Nederlandse R&B-groep Arnhemsgewijs uit 1996. Het is de eerste single van hun album Wij maken geen grappen!.
"Je hebt me gebruikt" gaat over een op de klippen gelopen relatie, waar de liedvertellers een zure nasmaak aan over hebben gehouden. Zoals de titel al doet vermoeden, voelen de liedvertellers zich gebruikt door hun vriendinnen. Het nummer werd een bescheiden hit en bereikte de 12e positie in de Nederlandse Top 40. De band heeft het succes van het nummer later echter niet meer weten te overtreffen.

## Tracklijst
- Cd-single

1. "Je hebt me gebruikt" - 4:05
2. "Wil je leven" - 3:47